# Maresso

Maresso est un village, faisant partie de la commune de Missaglia, dans la province de Lecco, en Lombardie, en Italie du Nord.